# Boris Borvine Frenkel
Pour les articles homonymes, voir Frenkel.
Boris Borvine Frenkel, né à Kalisz (Pologne) le 24 septembre 1895 et mort à Saint-Sébastien-de-Morsent près d'Évreux le 30 avril 1984, est un peintre et graveur polonais.

## Biographie
Boris Borvine Frenkel grandit en Pologne dans une famille de paysans et reçoit une éducation juive traditionnelle. Après avoir fréquenté le lycée de Kalisz, il est apprenti graveur pendant la Première Guerre mondiale. Il part pour Lvov en 1919 où il assiste à des cours d'architecture. 
En 1920, après un court passage à la prison de Varsovie pour ses activités anarchistes, il se rend à Berlin, au début des années 1920. Engagé comme marin à bord d'un cargo, il parcourt le monde. Ses années apparaissent comme décisives ; il établit des contacts avec les milieux  intellectuels et littéraires juifs et rencontre Else Lasker-Schüler, Peretz Markish et Haïm Nahman Bialik. 
Après un bref passage à Paris, Borvine Frenkel vit à Bruxelles de 1924 à 1930, et consacre son temps libre à la peinture, terminant ses études à l'Institut des arts décoratifs. En 1929, le Musée des beaux-arts de Bruxelles lui consacre une exposition. En 1930, il est expulsé de Belgique et s’installe à Paris d’où il ne s’éloignera que pour échapper à l’occupation allemande. Il est en contact avec le groupe des peintres juifs originaires d'Europe orientale de l'École de Paris.
Après guerre, il adhère à l'Association des artistes-peintres et sculpteurs juifs de France (APSJF) créée en 1949. Il expose ses peintures mais vit également de petits métiers. Critique d'art et de littérature, il participe à la revue de langue yiddish, Unzer Stimme et à la création de la revue Nos artistes en 1960.
En 1963, il publie Miṭ Yidishe ḳinsṭler.
En février 1981, la maison de la culture de Grenoble expose ses peintures dans le cadre des « Journées de la culture yiddish ». 
En 1989, le musée d'Art juif de Paris consacre une exposition à son œuvre.